# Comuna Zelenivka, Prîmorsk
Zelenivka (în ucraineană Зеленівка) este o comună în raionul Prîmorsk, regiunea Zaporijjea, Ucraina, formată din satele Nelhivka și Zelenivka (reședința).

## Demografie
Componența lingvistică a comunei Zelenivka
     Rusă (45,51%)
     Ucraineană (41,33%)
     Bulgară (12,82%)
     Alte limbi (0,18%)
Conform recensământului din 2001, nu exista o limbă vorbită de majoritatea populației, aceasta fiind compusă din vorbitori de rusă (45,51%), ucraineană (41,33%) și bulgară (12,82%).